# Polska Formuła Easter Sezon 1977
1977 – trzeci sezon Polskiej Formuły Easter. Był rozgrywany w ramach WSMP jako klasa 8. Składał się z czterech eliminacji. Mistrzem został Marcin Biernacki (Promot).

## Kalendarz wyścigów
| Runda | Data            | Tor    | Pole position | Najszybsze okrążenie | Zwycięzca (kierowcy) | Zwycięzca (zespoły)      |
| ----- | --------------- | ------ | ------------- | -------------------- | -------------------- | ------------------------ |
| 1     | 22 maja         | Poznań | ?             | ?                    | Marcin Biernacki     | Automobilklub Warszawski |
| 2     | 26 czerwca      | Kielce | ?             | ?                    | Otto Bartkowiak      | Automobilklub Śląski     |
| 3     | 4 września      | Toruń  | ?             | ?                    | Marcin Biernacki     | Automobilklub Warszawski |
| 4     | 16 października | Kielce | ?             | ?                    | Marcin Biernacki     | Automobilklub Warszawski |

## Klasyfikacja kierowców
| Legenda oznaczeń w tabelach wyników Wyświetl szablon na nowej stronie | Legenda oznaczeń w tabelach wyników Wyświetl szablon na nowej stronie                                                                     |
| Oznaczenie                                                            | Wyjaśnienie |
| --------------------------------------------------------------------- | --- |
| Złoty                                                                 | Zwycięzca lub mistrzostwo |
| Srebrny                                                               | 2. miejsce lub wicemistrzostwo |
| Brązowy                                                               | 3. miejsce lub II wicemistrzostwo |
| Zielony                                                               | Ukończył, punktował (w klasyfikacji generalnej, gdy zdobył co najmniej jeden punkt na przestrzeni sezonu, poza trzema powyższymi opcjami) |
| Niebieski                                                             | Ukończył, nie punktował (w klasyfikacji generalnej, gdy nie zdobył co najmniej jednego punktu na przestrzeni sezonu)                      |
| Czerwony                                                              | Nie zakwalifikował się (NZ) |
| Czerwony                                                              | Nie prekwalifikował się (NPK) |
| Różowy                                                                | Nie ukończył (NU) |
| Różowy                                                                | Niesklasyfikowany (NS) (w klasyfikacji generalnej, gdy nie został sklasyfikowany w żadnym wyścigu sezonu)                                 |
| Czarny                                                                | Zdyskwalifikowany (DK) |
| Czarny                                                                | Wykluczony (WYK/EX) |
| Biały                                                                 | Nie wystartował (NW) |
| Biały                                                                 | Kontuzjowany (K/INJ) |
| Biały                                                                 | Wyścig odwołany (OD/C) |
| Bez koloru                                                            | Został wycofany (WYC/WD) |
| Bez koloru                                                            | Nie przybył (NP/DNA) |
| Bez koloru                                                            | Nie brał udziału w treningach (NT/DNP) |
| Bez koloru                                                            | Nie został zgłoszony (–) |
| Pogrubienie                                                           | Start z pole position |
| Kursywa                                                               | Najszybsze okrążenie wyścigu |
| †                                                                     | Nie ukończył, ale jego rezultat został zaliczony ze względu na przejechanie więcej niż 90% dystansu wyścigu.                              |
| *                                                                     | Sezon w trakcie |
| 1/2/3                                                                 | Punktowana pozycja w sprincie kwalifikacyjnym                                                                                             |
| Lista systemów punktacji Formuły 1                                    | |

| Poz. | Kierowca              | Zespół                      | POZ | KIE | TOR | KIE | Punkty |
| ---- | --------------------- | --------------------------- | --- | --- | --- | --- | ------ |
| 1    | Marcin Biernacki      | Automobilklub Warszawski    | 1   | 5   | 1   | 1   | 150    |
| 2    | Otto Bartkowiak       | Automobilklub Śląski        | -   | 1   | 2   | 2   | 142    |
| 3    | Aleksander Oczkowski  | Automobilklub Śląski        | 2   | 2   | 3   | -   | 135    |
| 4    | Józef Kiełbania       | Automobilklub Świętokrzyski | ?   | 3   | ?   | 3   | 127    |
| 5    | Wiesław Mikołajczyk   | Automobilklub Śląski        | 3   | 4   | ?   | ?   | 125    |
| 6    | Stefan Jagielski      | Automobilklub Warszawski    | ?   | 10  | ?   | ?   | 116    |
|      | Lech Jaworowicz       | Automobilklub Warszawski    | -   | 6   | -   | -   |        |
|      | Krystian Przybyła     | Automobilklub Śląski        | -   | 7   | -   | -   |        |
|      | Jerzy Zdunek          | Automobilklub Kielecki      | -   | 8   | -   | -   |        |
|      | Jacek Szmidt          | Automobilklub Toruński      | -   | 9   | -   | -   |        |
|      | Ryszard Kopczyk       | Automobilklub Wielkopolski  | -   | 11  | -   | -   |        |
|      | Andrzej Ptak          | Automobilklub Szczeciński   | -   | 12  | -   | -   |        |
|      | Janusz Zdrojewski     | Automobilklub Warszawski    | -   | 13  | -   | -   |        |
|      | Andrzej Wojciechowski | Automobilklub Śląski        | -   | 14  | -   | -   |        |